# Gitarą i piórem
Gitarą i piórem (zapisywane też jako Gitarą i Piórem) – tytuł audycji radiowej prowadzonej w latach 1986–2020 przez Janusza Deblessema oraz festiwalu muzycznego organizowanego od 1989 roku. Oba przedsięwzięcia poświęcone są poezji śpiewanej i piosence autorskiej.

## Audycja „Gitarą i piórem”
Audycja Gitarą i piórem emitowana była nieprzerwanie od 26 września 1986 na antenie Programu 3 Polskiego Radia. Autorem i prowadzącym był Janusz Deblessem. Od drugiej połowy lat dziewięćdziesiątych z audycją współpracowała Teresa Drozda. Przez lata zmieniały się dni i godziny nadawania oraz czas trwania audycji.
Tytuł „Gitarą i piórem” zaczerpnięty był z refrenu piosenki „Sielanka o domu” z repertuaru zespołu Wolna Grupa Bukowina. Autorem słów był Wojciech Belon. Fragment utworu był także sygnałem rozpoczynającym audycję.

### Obchody 20-lecia audycji
3 grudnia 2006, w studiu im. Agnieszki Osieckiej odbył się transmitowany na żywo na antenie Programu 3 Polskiego Radia koncert z okazji 20-lecia audycji i premiery płyty Gitarą i piórem 3. Na Trójkowej scenie wystąpili wtedy: zespół Czerwony Tulipan, Mirosław Czyżykiewicz, Basia Stępniak-Wilk, Ryszard Leoszewski, Jacek Kleyff, Ilona Sojda, Wojciech Jarociński, Tomasz Wachnowski, Mirosław Hrynkiewicz i zespół Galicja.

### Obchody 25-lecia audycji
W 2011 roku audycja „Gitarą i piórem” obchodziła swoje 25-lecie. 23 edycja festiwalu „Gitarą i piórem”, była jednym z głównych punktów obchodów tego jubileuszu. Na tę okazję Program 3 Polskiego Radia objął patronat nad imprezą. Festiwal odbył się 19 i 20 sierpnia 2011 w Karpaczu na stoku „Lodowiec”. Drugiego dnia przedstawiciel wytwórni Dalmafon wręczył Januszowi Deblessemowi złotą płytę dla audycji „Gitarą i piórem” z okazji jej jubileuszu. Taką samą płytę otrzymała też Teresa Drozda – w uznaniu jej „wielkiego wkładu” w kształt i zawartość tejże audycji.
18 września 2011, również w ramach obchodów 25-lecia audycji, w Studiu im. Agnieszki Osieckiej odbył się koncert, którego gwiazdą był Andrzej Garczarek. Oprócz Garczarka, któremu towarzyszyli Florian Ciborowski i Mirosław Kozak, wystąpili wtedy również: Grzegorz Tomczak, Agata Ślazyk, Mariusz Lubomski i Tomasz Wachnowski. Wydarzenie było transmitowane na żywo na antenie Programu 3 Polskiego Radia.
27 września 2011 wyemitowano „urodzinowy” odcinek audycji „Gitarą i piórem”.
9 października 2012 ukazał się album Gitarą i piórem – Karpacz 2011 zawierający nagrania zarejestrowane podczas 23 edycji festiwalu.

### Obchody 30-lecia audycji
30-lecie audycji uczczono koncertem 2 października 2016 w Studiu im. Agnieszki Osieckiej. Pierwsza część wydarzenia była transmitowana na żywo na antenie Programu 3 Polskiego Radia. Cały koncert można obejrzeć na stronie internetowej Polskiego Radia. Na scenie „Trójki” wystąpili: Agata Ślazyk, Hanka Wójciak, Marek Andrzejewski, Piotr Bukartyk, Mirosław Czyżykiewicz, Andrzej Garczarek, Łukasz Jemioła, Robert Kasprzycki, Tomasz Wachnowski, Piotr Woźniak i Tadeusz Woźniak.
Również z okazji 30-lecia audycji, 7 października 2016 ukazała się na rynku płyta Gitarą i piórem 4.

### Zakończenie emisji audycji
Ostatnie audycje z cyklu Gitarą i piórem Janusz Deblessem poprowadził 24 i 25 grudnia 2020 roku. 1 stycznia 2021 roku poinformował na swoim profilu facebookowym, że Polskie Radio po 35 latach zerwało z nim współpracę.

## Festiwal „Gitarą i piórem”
Pierwsza edycja festiwalu Gitarą i piórem została zorganizowana przez Waldemara Szczerbę latem 1989 roku. Było to w rzeczywistości spotkanie niewielkiej grupy przyjaciół oraz przypadkowych turystów, wczasowiczów i okolicznych mieszkańców. Obecnie jest to największy polski festiwal poezji śpiewanej i piosenki autorskiej. Od 2002 roku organizatorem imprezy jest Stowarzyszenie Inicjatyw Kulturalnych „Silesia Europaea”, którego prezesem jest Mirosław Salecki.
Przez pierwszych 19 edycji (tzn. do roku 2007 włącznie) impreza odbywała się w Borowicach koło Jeleniej Góry. Od 2008 roku festiwal organizowany jest w Karpaczu na stoku Lodowiec obok Chaty Karkonoskiej przy ul. Wolnej 4. Pomimo przeprowadzki festiwalu „Gitarą i piórem” do Karpacza, coroczne spotkania z piosenką poetycką w Borowicach są kontynuowane pod zmienioną nazwą: „Gitarą i...”.
Do tradycji każdego dnia festiwalu „Gitarą i piórem” należy otwarcie wykonaniem „Sielanki o domu” oraz zamknięcie tzw. „wolną sceną”, w ramach której prezentować się mogą amatorzy.
Dotychczas na głównej scenie wystąpili m.in. Elżbieta Adamiak, Artur Andrus, Marek Andrzejewski, Alosza Awdiejew, Sławomir Błęcki, Piotr Bukartyk, Krzysztof Daukszewicz, Jerzy Filar, Marek Gałązka, Przemysław Gintrowski, Marek Grechuta, Olek Grotowski, Wojciech Jarociński, Jacek Kaczmarski, Robert Kasprzycki, Antonina Krzysztoń, Dominika Kurdziel, Mariusz Lubomski, Zbigniew Łapiński, Andrzej Poniedzielski, Renata Przemyk, Janusz Radek, Krzysztof Rogacewicz, Ryszard Rynkowski, Piotr Skrzynecki, Stanisław Soyka, Tomasz Steńczyk, Anna Szałapak, Grzegorz Turnau, Ireneusz Wasik, Piotr Woźniak, Tadeusz Woźniak, Jacek Wójcicki, Leszek Wójtowicz, Szymon Zychowicz, Małgorzata Zwierzchowska, zespoły takie, jak: Bo Tak, Brathanki, Czerwony Tulipan, Nasza Basia Kochana, Raz, Dwa, Trzy, Stare Dobre Małżeństwo, Wolna Grupa Bukowina, Wolny Wybór.

## Seria albumów „Gitarą i piórem”
Co jakiś czas ukazywały się albumy muzyczne z serii „Gitarą i piórem” – powiązane ściśle z audycją i festiwalem, opracowywane przez Janusza Deblessema. 
Dotychczas ukazały się:
1. Gitarą i piórem (wyd. Polskie Radio, październik 2001)[21]
2. Gitarą i piórem 2 (wyd. Polskie Radio, grudzień 2003)[22]
3. Gitarą i piórem 3 (wyd. Polskie Radio, grudzień 2006)[23]
4. Gitarą i piórem – Karpacz 2011 (wyd. Dalmafon, październik 2012)[24]
5. Gitarą i piórem 4 (wyd. Polskie Radio, październik 2016)[13][16]